# Kasogonaga Fluctus
Il Kasogonaga Fluctus è una struttura geologica della superficie di Venere.